# آندرانیک آساطوریان
آندرانیک آساطوریان (ارمنی: Անդրանիկ Աստուրյան؛  زادهٔ ۲۷ اوت ۱۹۴۱ - درگذشته ۲۲ فوریهٔ ۲۰۱۵)، آهنگساز، رهبر ارکستر و تنظیم‌کننده موسیقی پاپ ایرانی-ارمنی بود.

## زندگی
آندرانیک آساطوریان در ۵ شهریور ۱۳۲۰ در همدان به دنیا آمد اما در شهر اهواز بزرگ شد و سپس به تهران نقل مکان نمود. او خودش می‌گوید:
«از ۹سالگی به موسیقی روی آوردم. در ۱۸سالگی به تهران رفتم تا در آنجا به تحصیلاتم در رشته موسیقی ادامه دهم. در تهران به هنرستان عالی موسیقی رفتم. اما وقتی خواستم نام‌نویسی کنم، به من گفته شد که به‌دلیل این‌که سنم بالاست، می‌بایست در نوبت شبانه ثبت‌نام کنم. من هم در شیفت شب نام‌نویسی کردم و از ساعت ۴ تا ۸ بعدازظهر به کلاس می‌رفتم و به این ترتیب تحصیلات موسیقی را در این هنرستان ادامه دادم. بعد از فعالیّتهای بسیار در موسیقی، وارد ارکستر پاپ رادیو تلویزیون شدم و رهبری آن را به مدّت دو سال به‌عهده گرفتم.»
وی در اوایل سال ۱۹۷۸ میلادی (۱۳۵۶) برای ادامه تحصیل به همراه خانواده به آمریکا مهاجرت نمود و در لس آنجلس، کالیفرنیا زندگی می‌کرد. پس از انقلاب اسلامی در سال ۱۳۵۷ و روی کار آمدن جمهوری اسلامی، راه تبعید و مخالفت با حکومت وقت ایران را در پیش گرفت.

## فعالیت‌ها
آندرانیک با بیش از ۵۰ سال کار هنری خالق بسیاری از آثار جاودان هنری است، او با بسیاری از خوانندگان مطرح پاپ ایران مانند ابی، داریوش، سیاوش قمیشی، هایده، معین و گوگوش همکاری داشت.
از جمله آثار او «افسانه هستی» (با شعر هما میرافشار و صدای هایده)، تنظیم سه قطعه از آلبوم حکایت، به نام «حکایت»، «شکایت» و «پرنده‌های قفسی» از سیاوش قمیشی و «صحنه» (با شعر شهیار قنبری و صدای امیر) است.
آندرانیک تنظیم قطعه «کعبه» با صدای معین را نیز در کارنامه دارد.
این هنرمند ایرانی-ارمنی، تعداد اندکی از آثارش را نیز خودش خوانده، یکی از این آثار «مادرم» نام دارد که در سال‌های آغازین دههٔ ۱۹۸۰ در آمریکا خوانده شده است. آندرانیک در زمینه آهنگسازی و تنظیم، با سازمان مجاهدین خلق در فرانسه همکاری داشت.
آندرانیک معمولاً زیاد اهل گفت‌وگو با رسانه‌ها نبود و در خلوت و تنهایی زندگی می‌کرد.

## پیوستن به مجاهدین
از سال‌های میانی دهه ۱۹۹۰ آندرانیک از فعالیت در فضای موسیقی پاپ ایرانی در لس‌آنجلس تا حدی فاصله گرفت و در زمینه آهنگسازی و تنظیم، با سازمان مجاهدین خلق در فرانسه همکاری کرد.
نام او در فهرست تنظیم کنندگان ارکستر در کنسرت‌های مرضیه دیده می‌شود؛ برنامه‌هایی که به نفع سازمان مجاهدین خلق ایران در اروپا و آمریکا به روی صحنه رفت. همکاری آندرانیک با مجاهدین کمی بعد رسماً از سوی این سازمان اعلام شد.
آندرانیک از اوایل دهه ۷۰ به همکاری با سازمان مجاهدین و شورای ملی مقاومت پرداخت و در سال ۱۳۷۷ به عضویت شورا درآمد. وی در برنامه‌های گوناگون این سازمان شرکت می‌جست و با خوانندگان مجاهدین همکاری نزدیکی را آغاز کرد. این موضوع در لس‌آنجلس باعث شد تا شماری از دوستان و همکاران آندرانیک از او فاصله بگیرند. او اما در تصمیم خود مصمم بود و تا همین اواخر سفرهای سالیانه خود به پاریس را برای پروژه‌های این سازمان انجام می‌داد.
او در آخرین پیام خود برای مجاهدین که روز ۲۱ بهمن سال ۱۳۹۳ از بیمارستان فرستاد، نوشت:
«از محبت‌های شما در این دوران بیماری بی‌نهایت سپاسگزارم. منهم یک اشرفی هستم پرافتخارترین و زیباترین روزهای زندگی‌ام، روزهایی است که با شما بودم و برای شما سرودم و آهنگ ساختم. من در دریای محبت‌های شما، درد بیماری را بهتر تحمل می‌کنم و از همه همرزمان شورایی خواهران و برادران مجاهدم که در این دوران لحظه‌به‌لحظه با من هستند ممنونم…. من همواره به همه گفته‌ام که یک اشرفی مجاهد هستم و اشرفی مجاهد خواهم ماند».

## آندرانیک و موسیقی پاپ در ایران
در ادامه موسیقی سنتی و به موازات موسیقی قدیمی در ایران که از محبوبیت فراوانی نزد مردم برخوردار بود، فرم دیگری از موسیقی پاپ ایرانی در دهه ۱۳۳۰ شکل گرفت. این موسیقی بسیار تحت تأثیر فضای موسیقی پاپ غربی بود و سازهای ایرانی هم در ارکسترهای آن به‌کار نمی‌رفت. در این کارها اگر شعر پارسی را از ترانه برمی‌داشتیم به راحتی می‌توانستیم یک شعر انگلیسی روی آن بگذاریم و کسی هم متوجه نمی‌شد کار ایرانی است و در ایران ساخته شده است.
این سبک در دهه ۱۳۵۰ به پشتوانه موج تازه‌ای از آهنگسازان و ترانه‌سرایان جوان دگرگون شد. شاید بتوانیم واروژان را اولین آهنگ ساز و تنظیم‌کننده و نخستین پیشکسوت سبک جدید در این دوران بشناسیم. بعد از واروژان آندرانیک، منوچهر چشم‌آذر و بابک افشار فعالیت‌های گسترده‌ای در این زمینه انجام دادند و آندرانیک آساطوریان در همین دوران با تنظیم ترانه «نمیاد» برگ جدیدی در صفحه موسیقی جدید در ایران باز کرد.
این ترانه که با شعر آرش سزاوار، آهنگ حسن شماعی زاده و صدای گوگوش توسط آندرانیک آساطوریان اجرا شد فصل تازه‌ای را در موسیقی پاپ در ایران گشود.

## درگذشت
آندرانیک آساطوریان پس از یک دوره مبارزه با سرطان ریه سرانجام در روز یکشنبه تاریخ ۲۲ فوریهٔ ۲۰۱۵، (۳ اسفند ۱۳۹۳)، در سن ۷۳ سالگی در بیمارستانی در لس‌آنجلس درگذشت.
در ۱۰ اسفند ۱۳۹۳ نیز مراسمی در کلیسای فارست لاون لس آنجلس، کالیفرنیا به همین مناسبت برگزار گردید.

## ترانه‌شناسی
- در برخی از جلد آلبوم‌ها از نام آندو که مخفف آندرانیک است، استفاده شده است.

## آهنگسازی
| خواننده      | ترانه             | ترانه‌سرا          | آهنگ     | تنظیم    |
| ------------ | ----------------- | ----------------- | -------- | -------- |
| ابی          | سادگی مرا ببخش    | اردلان سرفراز     | آندرانیک | آندرانیک |
| ابی          | منو ببخش          | اردلان سرفراز     | آندرانیک | آندرانیک |
| ابی          | خورشید بی‌حجاب     | شهیار قنبری       | آندرانیک | آندرانیک |
| ابی          | خانه سرخ          | ایرج جنتی عطایی   | آندرانیک | آندرانیک |
| ابی          | گل سرخ            | ایرج جنتی عطایی   | آندرانیک | آندرانیک |
| ابی          | جهان بینی         | مهیار کاظم‌زاده    | آندرانیک | آندرانیک |
| داریوش       | جشن دلتنگی        | ایرج جنتی عطایی   | آندرانیک | آندرانیک |
| داریوش       | یاس پرپر          | هما میرافشار      | آندرانیک | آندرانیک |
| داریوش       | پرسه              | ایرج جنتی عطایی   | آندرانیک | آندرانیک |
| داریوش       | حریق دریا         | شهیار قنبری       | آندرانیک | آندرانیک |
| شهرام شب‌پره  | گرفتار            | شهرام شب‌پره       | آندرانیک | آندرانیک |
| ویگن         | حضرت آدم          | لیلا کسری         | آندرانیک | آندرانیک |
| ویگن         | صدای گریه         | اردلان سرفراز     | آندرانیک | آندرانیک |
| ویگن         | بی وفا            | بیژن سمندر        | آندرانیک | آندرانیک |
| ویگن         | عشق‌های قدیم       | بیژن سمندر        | آندرانیک | آندرانیک |
| ویگن و هایده | همخونه            | اردلان سرفراز     | آندرانیک | آندرانیک |
| هایده        | اسیر تو           | لیلا کسری         | آندرانیک | آندرانیک |
| هایده        | افسانه هستی       | هما میرافشار      | آندرانیک | آندرانیک |
| هایده        | آشتی              | هما میرافشار      | آندرانیک | آندرانیک |
| هایده        | دستای تو          | لیلا کسری         | آندرانیک | آندرانیک |
| هایده        | جادو              | لیلا کسری         | آندرانیک | آندرانیک |
| هایده        | پریشون            | لیلا کسری         | آندرانیک | آندرانیک |
| هایده        | سوگند             | لیلا کسری         | آندرانیک | آندرانیک |
| هایده        | واست می‌مردم       | لیلا کسری         | آندرانیک | آندرانیک |
| مهستی        | عاشق              | هما میرافشار      | آندرانیک | آندرانیک |
| گوگوش        | نیمهٔ گمشدهٔ من     | اردلان سرفراز     | آندرانیک | آندرانیک |
| گوگوش        | نفس               | شهیار قنبری       | آندرانیک | آندرانیک |
| گوگوش        | بیا داره دیر میشه | ایرج جنتی عطایی   | آندرانیک | آندرانیک |
| گوگوش        | ریشه              |                   | آندرانیک | آندرانیک |
| حمیرا        | عشق منی تو        | بیژن سمندر        | آندرانیک | آندرانیک |
| حمیرا        | خالی و تنها       | هما میرافشار      | آندرانیک | آندرانیک |
| ستار         | یک‌شبه             | اردلان سرفراز     | آندرانیک | آندرانیک |
| ستار         | هوای عشق          | شهیار قنبری       | آندرانیک | آندرانیک |
| ستار         | خورشید خانوم      | امیر فرخ‌تجلی      | آندرانیک | آندرانیک |
| عارف         | نازک              | شهیار قنبری       | آندرانیک | آندرانیک |
| عارف         | باغ اسیر          | همایون هوشیارنژاد | آندرانیک | آندرانیک |
| عارف         | مرد قبیله         | لیلا کسری         | آندرانیک | آندرانیک |
| فرزین        | هم‌زبون            | ایرج رزمجو        | آندرانیک | آندرانیک |
| فرزین        | آزرده             | ایرج رزمجو        | آندرانیک | آندرانیک |
| مرتضی        | یاران             | لیلی              | آندرانیک | آندرانیک |
| مرتضی        | بپا یادت نره      | بیژن سمندر        | آندرانیک | آندرانیک |
| معین         | بانو              | هما میر افشار     | آندرانیک | آندرانیک |
| فرامرز آصف   | گل‌فروش            | یغما گلرویی       | آندرانیک | آندرانیک |
| هلن          | جاده سبز          | اردلان سرفراز     | آندرانیک | آندرانیک |
| هلن          | کولی              | شهیار قنبری       | آندرانیک | آندرانیک |
| هلن          | اقیانوس خالی      | ایرج جنتی عطایی   | آندرانیک | آندرانیک |
| هلن          | خونه عشق          | مهین آبادانی      | آندرانیک | آندرانیک |
| هلن          | اوج پرواز         | مهین آبادانی      | آندرانیک | آندرانیک |
| هلن          | یک بوسه           | مهین آبادانی      | آندرانیک | آندرانیک |
| سامان        | ترکم نکن          | بیژن سمندر        | آندرانیک | آندرانیک |
| بیژن مرتضوی  | عشق و تنفر        | تندیس             | آندرانیک | آندرانیک |
| منوچهر سخایی | دخترو             | هما میرافشار      | آندرانیک | آندرانیک |
| شهرام صولتی  | خداحافظی          | لیلا کسری         | آندرانیک | آندرانیک |
| شهره         | یخ باد            | ایرج جنتی عطایی   | آندرانیک | آندرانیک |
| فتانه        | چه کنم            | بیژن سمندر        | آندرانیک | آندرانیک |
| فتانه        | شب یلدا           | بیژن سمندر        | آندرانیک | آندرانیک |

## تنظیم
| خواننده       | ترانه              | ترانه‌سرا                   | آهنگساز         | تنظیم    |
| ------------- | ------------------ | -------------------------- | --------------- | -------- |
| ابی           | بدرقه              | منصور تهرانی               | سیاوش قمیشی     | آندرانیک |
| ابی           | رحم کن             | شهیار قنبری                | فرید زلاند      | آندرانیک |
| ابی           | تو کی هستی         | ایرج جنتی عطایی            | بابک بیات       | آندرانیک |
| ابی           | خورشید بی‌حجاب      | شهیار قنبری                | آندرانیک        | آندرانیک |
| ابی           | زبانم را نمی‌فهمی   | ناهید ناظمی                | سیاوش قمیشی     | آندرانیک |
| ابی           | نوازش              | سروش دادخواه               | شادمهر عقیلی    | آندرانیک |
| ابی           | غریبه              | هدیه                       | فرید زلاند      | آندرانیک |
| ابی           | قاصد               | هدیه                       | فرید زلاند      | آندرانیک |
| ویگن          | مهتاب              | ناصر رستگارنژاد            | ویگن            | آندرانیک |
| ویگن          | گل سرخ             | ایرج جنتی عطایی            | پرویز مقصدی     | آندرانیک |
| ویگن          | گلی به جمالت       | ناصر رستگارنژاد            | ویگن            | آندرانیک |
| ویگن          | دو کبوتر           | پرویز وکیلی                | عطاالله خرم     | آندرانیک |
| ویگن          | پرواز              |                            | ویگن            | آندرانیک |
| ویگن          | دل غافل            | هدیه                       | فرید زلاند      | آندرانیک |
| ویگن          | زن                 | پرویز وکیلی                | سورن            | آندرانیک |
| ویگن و هایده  | همخونه             | اردلان سرفراز              | آندرانیک        | آندرانیک |
| حمیرا         | اینه دنیا          | لیلا کسری (هدیه)           | فرید زلاند      | آندرانیک |
| حمیرا         | چوبکاری            | هما میرافشار               | کاظم رزازان     | آندرانیک |
| ستار          | وارث               | اردلان سرفراز              | فرید زلاند      | آندرانیک |
| ستار          | سفرنامه            | اردلان سرفراز              | فرید زلاند      | آندرانیک |
| ستار          | صدای تو            | ناناز پیرنیا               | فرید زلاند      | آندرانیک |
| ستار          | ساقی               | مهین آبادانی               | پرویز قَدَرخانی   | آندرانیک |
| شاهرخ         | آوازه‌خون           | نوشین کرمانشاهی            | شاهرخ           | آندرانیک |
| شاهرخ         | کاکلی              | امیر فرخ تجلی              | شاهرخ           | آندرانیک |
| شاهرخ         | قصّه                | امیر فرخ تجلی              | شاهرخ           | آندرانیک |
| شاهرخ         | یاس افغان          | امیر فرخ تجلی              | شاهرخ           | آندرانیک |
| شاهرخ         | بچه‌ها خداحافظ      | اردلان سرفراز              | فرید زلاند      | آندرانیک |
| شاهرخ         | پاییز              | محمدرضا فتاحی              | منوچهر طاهرزاده | آندرانیک |
| شاهرخ         | ترانه‌باران         | سیامک آقایی                | شاهرخ           | آندرانیک |
| شاهرخ         | فکر راحت           | فریبرز حاجی نبی            | فریبرز حاجی نبی | آندرانیک |
| شاهرخ         | نگو نگو            | فریبرز حاجی نبی            | فریبرز حاجی نبی | آندرانیک |
| شاهرخ         | نازنین             | یغما گلرویی                | فریبرز حاجی نبی | آندرانیک |
| شاهرخ         | قصه‌های من          |                            | منوچهر طاهرزاده | آندرانیک |
| مرتضی         | بچه خوزستان        | محلی                       | جمشید           | آندرانیک |
| مرتضی         | هیمه               | هدیه                       | مرتضی           | آندرانیک |
| مرتضی         | غریق               | اردلان سرفراز              | فرید زلاند      | آندرانیک |
| مرتضی         | دل به تو بستم      | بیژن سمندر                 | مرتضی           | آندرانیک |
| مرتضی         | نارفیق             | هدیه                       | محمد حیدری      | آندرانیک |
| گوگوش         | مرهم               | اردلان سرفراز              | فرید زلاند      | آندرانیک |
| گوگوش         | پرستش              | اردلان سرفراز              | فرید زلاند      | آندرانیک |
| گوگوش         | شکایت              | اردلان سرفراز              | فرید زلاند      | آندرانیک |
| گوگوش         | نمیاد              | آرش سزاوار                 | حسن شماعی‌زاده   | آندرانیک |
| داریوش        | شقایق              | اردلان سرفراز              | فرید زلاند      | آندرانیک |
| داریوش        | سرگردون (تمرینی)   | ایرج جنتی عطایی            | سیاوش قمیشی     | آندرانیک |
| داریوش        | گل بارون‌زده        | ایرج جنتی عطایی            | سیاوش قمیشی     | آندرانیک |
| داریوش        | هم غصه             | ایرج جنتی عطایی            | بابک بیات       | آندرانیک |
| داریوش        | سرود آفرینش        | تورج نگهبان                | محمد زمانی      | آندرانیک |
| داریوش        | تندباد حادثه       | تورج نگهبان                | منوچهر طاهرزاده | آندرانیک |
| داریوش        | تکیه بر باد        | هدیه (لیلا کسری)           | فرید زلاند      | آندرانیک |
| داریوش        | پند حافظ           | حافظ                       | فرید زلاند      | آندرانیک |
| داریوش        | گره کور            | اردلان سرفراز              | فرید زلاند      | آندرانیک |
| داریوش        | حادثه              | اردلان سرفراز              | فرید زلاند      | آندرانیک |
| داریوش        | طاقت               | اردلان سرفراز              | فرید زلاند      | آندرانیک |
| داریوش        | آشفته‌بازار         | اردلان سرفراز              | فرید زلاند      | آندرانیک |
| داریوش        | موج                | اردلان سرفراز              | فرید زلاند      | آندرانیک |
| سیاوش قمیشی   | غرقابهٔ درد         | سعید دبیری                 | سیاوش قمیشی     | آندرانیک |
| سیاوش قمیشی   | پرنده‌های قفسی      | مسعود فردمنش               | سیاوش قمیشی     | آندرانیک |
| سیاوش قمیشی   | حکایت              | مسعود فردمنش               | سیاوش قمیشی     | آندرانیک |
| سیاوش قمیشی   | شکایت              | مسعود فردمنش               | سیاوش قمیشی     | آندرانیک |
| سیاوش قمیشی   | فصل پاییزی         | بیژن سعیدی                 | سیاوش قمیشی     | آندرانیک |
| سیاوش قمیشی   | چه دردیست          | پاکسیما زکی‌پور             | سیاوش قمیشی     | آندرانیک |
| سیاوش قمیشی   | قصه گل و تگرگ      | ایرج جنتی عطایی            | سیاوش قمیشی     | آندرانیک |
| حسن شماعی‌زاده | برای من که عاشقم   | مسعود امینی                | حسن شماعی‌زاده   | آندرانیک |
| حسن شماعی‌زاده | من چرا عاشقم       | هدیه                       | حسن شماعی‌زاده   | آندرانیک |
| حسن شماعی‌زاده | یه فرصت دیگه بده   | بیژن سمندر                 | حسن شماعی‌زاده   | آندرانیک |
| حسن شماعی‌زاده | ای وطن             | اردلان سرفراز              | حسن شماعی‌زاده   | آندرانیک |
| حسن شماعی‌زاده | از دست رفته        | اردلان سرفراز، مسعود حاضری | حسن شماعی‌زاده   | آندرانیک |
| حسن شماعی‌زاده | من چرا عاشقم       | هدیه                       | حسن شماعی‌زاده   | آندرانیک |
| حسن شماعی‌زاده | راز                | ایزد آبادی                 | حسن شماعی‌زاده   | آندرانیک |
| حسن شماعی‌زاده | نوعروس ماهی‌ها      | مسعود آذری                 | حسن شماعی‌زاده   | آندرانیک |
| حسن شماعی‌زاده | رفتنت              | مسعود آذری                 | حسن شماعی‌زاده   | آندرانیک |
| هایده         | قصه من             | لیلا کسری (هدیه)           | فرید زلاند      | آندرانیک |
| هایده         | ای زندگی سلام      | لیلا کسری (هدیه)           | حسن شماعی‌زاده   | آندرانیک |
| هایده         | نشانه (تمنای وصال) | شیخ بهائی، بهمن فرسی       | محمد حیدری      | آندرانیک |
| هایده         | روزای روشن         | اردلان سرفراز              | فرید زلاند      | آندرانیک |
| هایده         | ای پادشه خوبان     | حافظ                       | فرید زلاند      | آندرانیک |
| فرهاد         | وقتی بچه بودم      | اسماعیل خویی               | فرهاد           | آندرانیک |
| فرهاد         | برف                | نیما یوشیج                 | فرهاد           | آندرانیک |
| فرهاد         | خواب در بیداری     | خوآن رامون خیمنس           | فرهاد           | آندرانیک |
| فرهاد         | گاندی              | مهاتما گاندی               | فرهاد           | آندرانیک |
| عارف          | مجنون              | هدیه                       | فرید زلاند      | آندرانیک |
| عارف          | حالا باز دوباره من | فریدون علیخانی             | حسن شماعی‌زاده   | آندرانیک |
| عارف          | سهمم از تو (اوج)   | منصور تهرانی               | حسن شماعی‌زاده   | آندرانیک |
| عارف          | ای دل، ای دل       | هدیه                       | جلیل زلاند      | آندرانیک |
| عارف          | قاصدک              | سعید دبیری                 | سیاوش قمیشی     | آندرانیک |
| عارف          | باغ بارون‌زده       | اردلان سرفراز              | سیاوش قمیشی     | آندرانیک |
| عارف          | عشق                | منصور تهرانی               | سیاوش قمیشی     | آندرانیک |
| عارف          | قصه گل و تگرگ      | ایرج جنتی عطایی            | سیاوش قمیشی     | آندرانیک |
| عارف          | ای رسیده از راه    | منصور تهرانی               | سیاوش قمیشی     | آندرانیک |
| عارف          | بترس از من         | ایرج جنتی عطایی            | فرید زلاند      | آندرانیک |
| معین          | نماز               | هدیه                       | معین            | آندرانیک |
| معین          | عشق من             | اردلان سرفراز              | فرید زلاند      | آندرانیک |
| معین          | کعبه               | مسعود امینی                | معین            | آندرانیک |
| معین          | وقتی سرت رو شونمه  | مسعود امینی                | معین            | آندرانیک |
| معین          | دعای شب            | جهانبخش پازوکی             | جهانبخش پازوکی  | آندرانیک |
| معین          | کفتر کاکل به سر    | رضا شمسا                   | ناصر تبریزی     | آندرانیک |
| معین          | به تو می‌اندیشم     | فریدون مشیری               | معین            | آندرانیک |
| معین          | صفای اشک           | هما میرافشار               | معین            | آندرانیک |
| شهرام شب‌پره   | یار شیرین سخنم     | ژاکلین                     | ژاکلین          | آندرانیک |
| شهرام شب‌پره   | لیلا               | همایون هوشیارنژاد          | شهرام شب‌پره     | آندرانیک |
| شهرام شب‌پره   | مگه نه             | همایون هوشیارنژاد          | شهرام شب‌پره     | آندرانیک |
| شهرام شب‌پره   | فتنه               | همایون هوشیارنژاد          | شهرام شب‌پره     | آندرانیک |
| شهرام شب‌پره   | لجباز              | جهانبخش پازوکی             | جهانبخش پازوکی  | آندرانیک |
| مهرداد آسمانی | هنوزم تو           | شهیار قنبری                | سیاوش قمیشی     | آندرانیک |
| شهرام صولتی   | بیا ببینمت         | مسعود فردمنش               | فرید زلاند      | آندرانیک |
| هاتف          | ساده               | هما میرافشار               | فرید زلاند      | آندرانیک |
| ضیا           | قایقران            |                            | سیاوش قمیشی     | آندرانیک |
| شهره          | یخ باد             | ایرج جنتی عطایی            | آندرانیک        | آندرانیک |
| شهره          | اشک من             | مسعود هوشمند               | پرویز مقصدی     | آندرانیک |
| شهره          | تو که نیستی        | آرش سزاوار                 | آرش سزاوار      | آندرانیک |
| بیژن مرتضوی   | گم                 | ایرج جنتی عطایی            | فرید زلاند      | آندرانیک |
| بیژن مرتضوی   | چشم انتظار         | باباطاهر                   | جلیل زلاند      | آندرانیک |
| عماد رام      | هنگام              |                            | عماد رام        | آندرانیک |
| عماد رام      | سربداران           |                            | عماد رام        | آندرانیک |
| عماد رام      | طلایه‌داران         |                            | عماد رام        | آندرانیک |
| رکسانا چگینی  | هوای باغ           | منصور تهرانی               | سیاوش قمیشی     | آندرانیک |
| فرزین         | نگو دیره           | همایون هوشیارنژاد          | فرزین           | آندرانیک |
| مارتیک        | طلوع از مغرب       | زویا زاکاریان              | مارتیک          | آندرانیک |
| مارتیک        | غرقابهٔ درد         | سعید دبیری                 | سیاوش قمیشی     | آندرانیک |
| شهرام کاشانی  | نگاه تو            | شهرام کاشانی               | فریدون علیخانی  | آندرانیک |
| گیتی          | عشق تازه           | آذر صراف‌پور                | بهمن پیک‌آزادی   | آندرانیک |
| لیلا فروهر    | بهار               | هما میرافشار               | محمد حیدری      | آندرانیک |